# ان‌پی‌اس
ان‌پی‌اس (انگلیسی: National Pension Service) شرکت دولتی مدیریت سرمایه‌گذاری کره‌ای است، که در سال ۱۹۸۸ تأسیس شد.